# Escudo de la Villa Imperial de Potosí

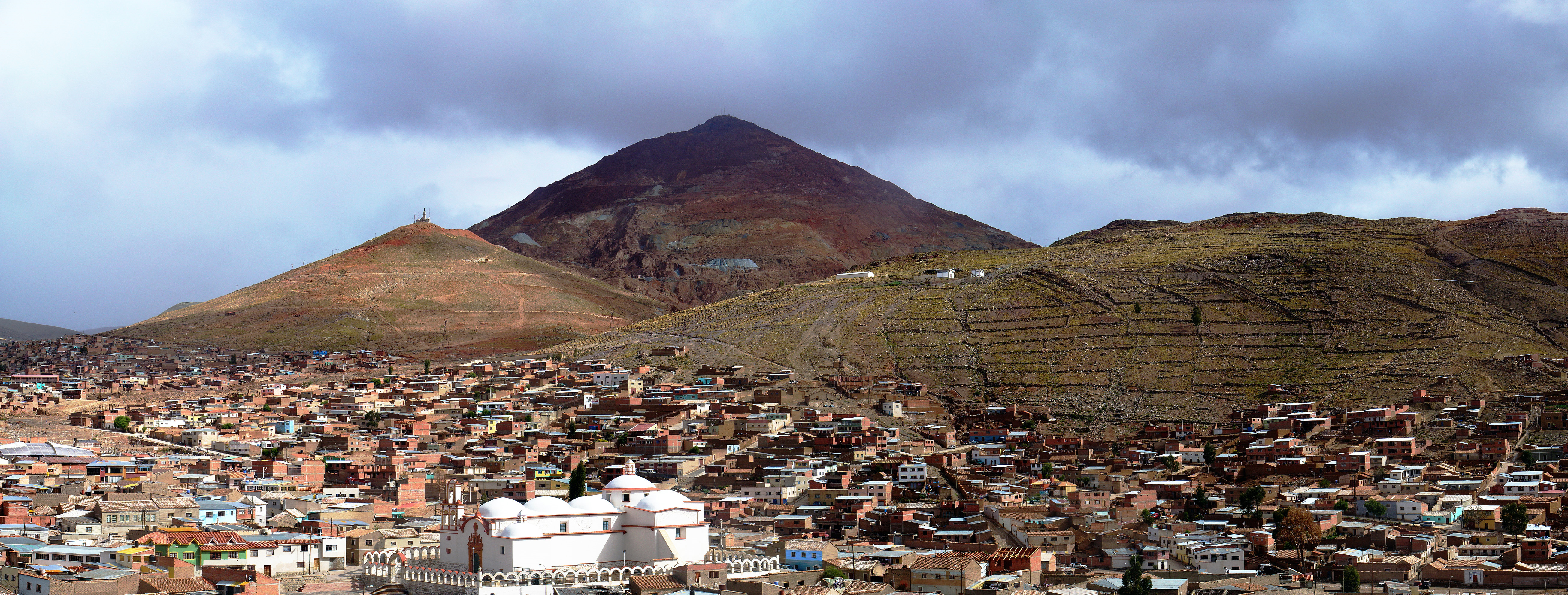
Una vista de la ciudad de Potosí con el Cerro Rico al fondo.

Potosí, llamada la “Ciudad Única” por J. Molins y hoy en día conocida como la “ciudad de los tres escudos”, recibió en solo 30 años tres escudos de armas, concedidos por los reyes y virreyes a la nueva población minera establecida a los pies del Cerro Rico.

## Antecedentes históricos
Desde un comienzo los vecinos y moradores potosinos se enorgullecieron de su propia importancia y el primer escudo de armas que Carlos V concedió a Potosí refleja fielmente este espíritu de orgullo «Soy el rico Potosí, del mundo soy el tesoro, soy el rey de los montes y envidia soy de los reyes».
El escudo de la Villa Imperial de Potosí es el resultado de un largo proceso que se inicia con el descubrimiento del Cerro Rico o Sumaj Orcko y concluye con el reconocimiento oficial, a fines del siglo XIX. Durante este periodo no hubo certeza de la existencia de un escudo de armas, hasta la mención de existencia de la Historia de la Villa Imperial de Potosí de Bartolomé Arzáns de Orsúa y Vela (1674-1736) entre 1865 y 1871, cuando Vicente G. Quesada publica, en la Revista de Buenos Aires, varios pasajes de la historia de Potosí, extractados de los manuscritos de Arzáns.

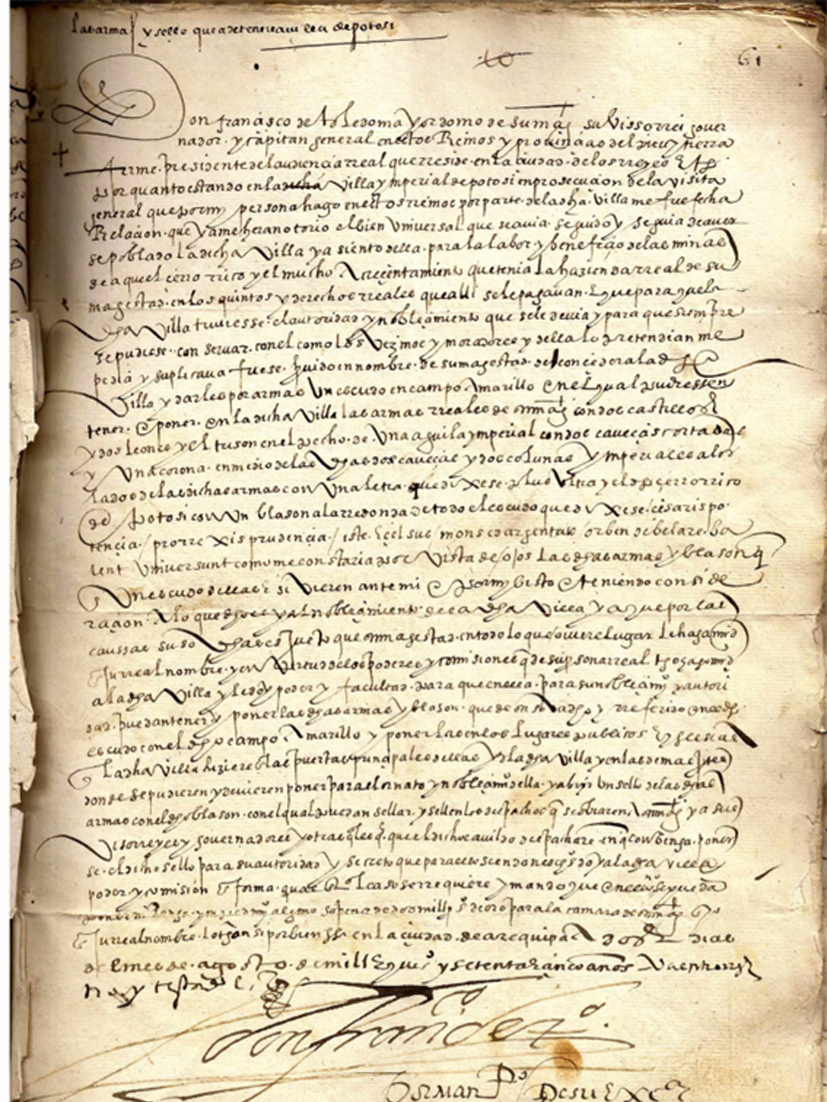
Provisión Real dada por Francisco de Toledo concediendo un Escudo de Armas a la Villa Imperial de Potosí, 1575

Como resultado de dichas publicaciones, Quesada edita en París las primeras Crónicas potosinas en 1890, donde, utilizando como fuente el libro de Arzáns, hace referencia que el emperador Carlos V, por cédula de 28 de enero de 1547, concedió un escudo de «armas a la Villa Imperial, confirmando este título dado en honor del Emperador mismo».
Las obras de Bartolomé Arzans de Orsúa y Vela (1674-1736): Historia de la Villa Imperial de Potosí y Anales de la Villa Imperial de Potosí; son las únicas fuentes que se tiene a la mano que reflejan este pasaje de la historia de cómo Potosí obtuvo un escudo de armas, con algunas diferencias en el año, como lo sucedido.
Desde 1892 al 2013, ha tenido tres comisiones que han interpretado, diseñado y estudiado heráldicamente el ESCUDO DE ARMAS, aceptando como tal, conforme a la Provisión Real.
a)	Concejo Municipal de Potosí de fines del siglo XIX, 
b)	1943. Comisión integrada por los Sres. Benjamín Zambrana R. y Rufino Darío Calderón para interpretar el Escudo de Armas y para dirigir los trabajos de reparación del edificio, que según los planos aprobados debía ostentar en el frontis un Escudo de Armas, con una corona. 
c)	2013. Comisión conformada por representantes de las siguientes instituciones: Gobierno Autónomo Departamental de Potosí, Gobierno Autónomo Municipal de Potosí, Casa Nacional de Moneda, Universidad Privada Domingo Savio y Colegio Profesional de Turismo, para analizar, estudiar y respetar la Provisión Real de 1575, asimismo regular la utilización correcta del ESCUDO DE ARMAS DE LA CIUDAD DE POTOSÍ, en establecimientos educativos y entidades públicas y privadas, regulada y aprobada por la Ordenanza Municipal 052/2013. 
Las tres sílabas que componen la palabra "Potosí" guardan la síntesis de toda la historia de los Virreinatos del Perú y del Río de la Plata, que en solo tres décadas después del descubrimiento del Cerro Rico, ostenta tres escudos como consecuencia de tres hechos importantes dentro del desarrollo de la historia de Potosí: el primero por el descubrimiento del Cerro Rico y fundación de una nueva población; el segundo, por haber sido elevado el "asiento de minas" al rango de "villa imperial" y el tercero y definitivo, por haber sido ratificado el título de Villa Imperial, en mérito al crecimiento desmedido de su población, por el desarrollo económico minero y producción de plata convirtiéndose en centro vital de la economía del Virreinato del Perú.

### El descubrimiento del cerro rico y el primer escudo de armas (1547)
Escudo que fue concedido por Carlos I de España y V del Sacro Imperio Romano Germánico, en Ulma el 28 de enero de 1547. Reconoce a Juan de Villarroel como descubridor del Cerro Rico y al mismo tiempo le otorga a Potosí el título de "Villa Imperial", además de un escudo de armas.

Tuvo por primeras armas esta famosa Villa en campo blanco el rico Cerro, una águila y corona imperial al timbre, y a los lados las columnas con el Plus ultra, las cuales (dicen el capitán Pedro Méndez y Bartolomé de Dueñas) se las dio el emperador Carlos V el año de 1547 estando en Alemania en la ciudad de Ulma, con ocasión de haber remitido a España el capitán don Juan de Villarroel (que fue el primero que después del indio Hualca descubrió el Cerro) al emperador 12 000 marcos de plata, que fueron los primero que allá pasaron sacados de la veta Descubridora; y viendo su memorial y pretensión le concedió a este capitán el título de descubridor del Cerro, fundador de la Villa y las armas referidas.
Bartolomé Arzáns de Orsúa y Vela.

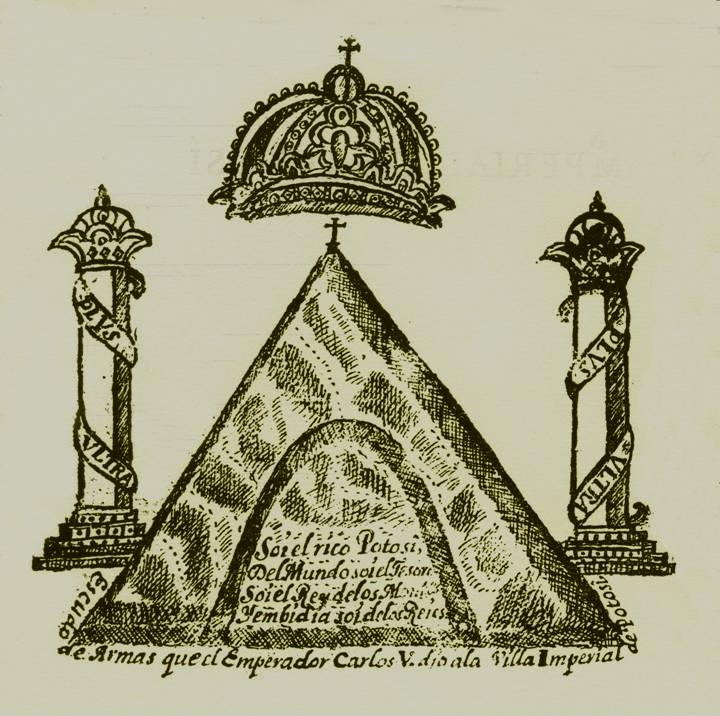
Primer Escudo. Carlos V, 1547. Según Arzans

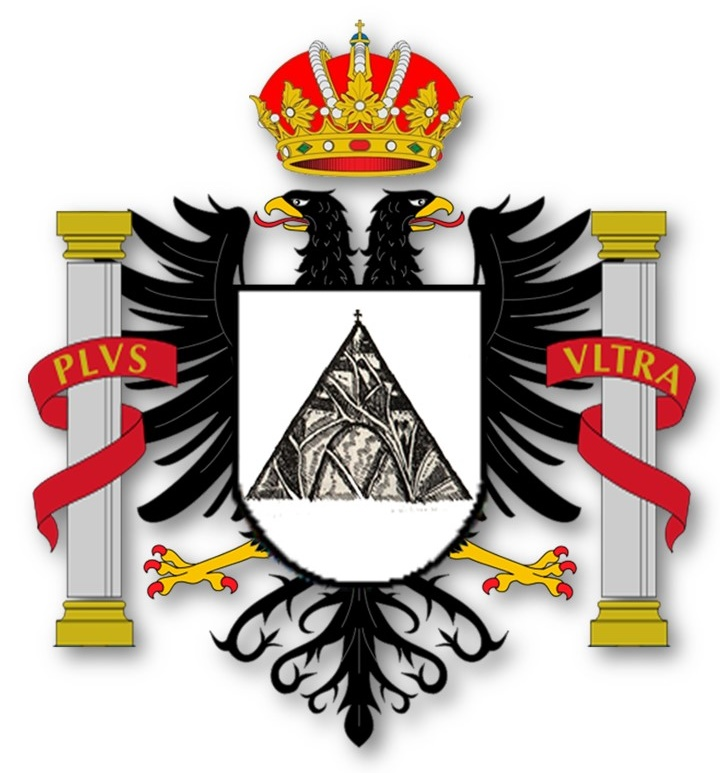
Primer Escudo. Carlos V, 1547.

A este primer diseño, Arzans no incorpora al águila imperial.
A partir de este trazo o diseño en la Historia de Arzans, historiadores modernos han interpretado de diferente manera el escudo de armas de Potosí sin tomar en cuenta criterios heráldicos, uno de los primeros corresponde a principios del siglo XX de Luis Subieta Sagárnaga quién en 1905, sobre la base de los originales de Arzans interpreta un escudo.
Este primer Escudo de Armas de Potosí, se constituye en el principio de una población minera en crecimiento. Brinda gran importancia al referente proceso histórico regional y como fuente icono gráfica para la historiografía potosina.

### La Capitulación y el segundo escudo de armas (1565)
Fue concedido mediante cédula real por Felipe II en el Bosque de Segovia en 1° de agosto del año de 1565.
Tanto el rey Carlos I como su hijo Felipe II representaron a Potosí como a un asentamiento minero en crecimiento acelerado durante sus reinados, una nueva población que, al calor de la explotación del metal blanco, se constituye en poco tiempo en el centro vital del Virreinato del Perú, por lo que se ratifica oficialmente el título de "Villa Imperial" en 1561.

Segundo escudo otorgado por Felipe II, en Segovia el 1° de agosto de 1565, Según Arzans

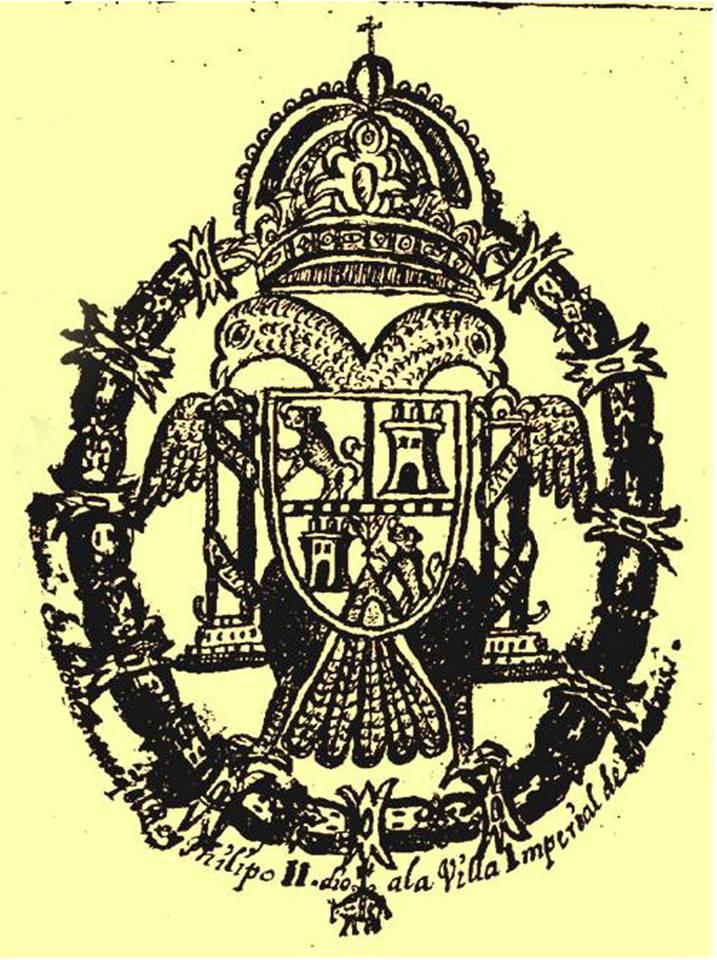
Segundo Escudo según la versión de Arzans en su obra titulada Historia de la Villa Imperial de Potosí.

Siendo propósito de esta concesión, perpetuar el título de Villa Imperial y el nombre del Cerro Rico, destacando la riqueza argentífera escondida en sus entrañas, como dijimos en líneas precedentes, se trataba de armas personales del monarca que, por extensión, se aplicaban a sus reinos y a los respectivos territorios colonizados, solo diferenciaba un ícono de la región como es el «gran Cerro Rico».

Le concedió las armas que hoy goza, que son las reales de Castilla en campo de plata, un águila imperial, castillos y leones contrapuestos; abajo el Cerro de Potosí donde hace el medio de los dichos dos leones y dos castillos, las dos columnas del Plus ultra a los lados; corona imperial al timbre, y por orla el collar del toisón
Bartolomé Arzáns de Orsúa y Vela

Se tiene que resaltar de este escudo, la incorporación de la insigne heráldica y emblemática de la monarquía hispana: "El Toisón de oro". El objetivo principal de la Orden es la gloria de Dios y la defensa de la Religión; al mismo tiempo debe reverenciar a la gloriosa Virgen María y al apóstol San Andrés, patrono de la Casa de Borgoña, Secundariamente, la Orden se dirige al acrecentamiento del honor y de la Caballería, y al fomento de la virtud y de las buenas costumbres. No hay que olvidar, y esto es importantísimo, que esta Orden jamás ha estado vinculada a territorio alguno, sino que la jefatura se ejerce por sucesión ius sanguínis, como mayorazgo regular en la descendencia del fundador.

### La industrialización de la plata y el tercer escudo de armas (1575)
Otorgado por el 5.º. Virrey del Perú el 2 de agosto de 1575 en Arequipa, después de haber visitado la Villa Imperial de Potosí.
La Capitulación fue la piedra angular de la historia política de Potosí, que fueron confirmadas el 16 de febrero de 1570 por el Virrey Toledo. Tuvo que transcurrir una década para que el 5.º virrey del Perú don Francisco de Toledo, ratificase el título de "Villa Imperial" y concediera otro escudo de armas a Potosí, el tercero en menos de 30 años después del descubrimiento de Cerro Rico.

Tercer Escudo reconocida y aprobada por Ordenanza Municipal 052/2013.

Don Francisco de Toledo, Mayordomo de S.M., su visorrey, gobernador y Capitán General en estos reinos y provincias del Pirú y Tierra Firme, Presidente de la Audiencia real que reside en la ciudad de los Reyes, & Por cuanto estando en la dicha Villa imperial de Potosí, en prosecución de la visita general que por mi persona hago en estos reinos, por parte de la dicha villa que fue fecha Relación: que ya me era notorio el bien universal que se habia seguido y seguía de haberse poblado la dicha Villa y asiento della, para la labor y beneficio de las minas de aquel cerro rico y el mucho acrescentamiento que tenia la hacienda real de su magestad, en los quintos y derechos reales que allí se le tuviese el autoridad y noblecimiento que se le debía y para que siempre se pudiese conservar con él, como los vecinos y moradores della lo pretendían, me pedía y suplicaba fuese servido, en nombre de su majestad, de conceder a la dicha Villa y darle por armas un escudo en campo amarillo en el cual pudiessen tener y poner en la dicha Villa las armas reales de su magestad, con dos castillos y dos Leones, y el toisón en el pecho de UN ÁGUILA IMPERIAL CON DOS CABEZAS CORTADAS y una corona en medio de las dichas dos cabezas, y dos columnas imperiales a los lados de las dichas armas con una letra que dixiese PLUS ULTRA y el dicho cerro rico de Potosí con un blasón a la redonda de todo el escudo que dixese = CESARIS POTENTIA = PRO REXIS PRUDENTIA = ISTE EXCELSUS MONS ER ARGENTEUS = ORBEM DEBELARE VALENT UNIVE[R]SISUNT = como constaría por vista de ojos las dichas armas y blasón que en un escudo dellas se vieren ante mi, e por mi visto, e teniendo consideración a lo que dicho es y al noblecimiento de la dicha Villa y a que por las causas susodichas es justo que su majestad en todo lo que oviere lugar le haga merced. En su real nombre y en virtud de sus poderes y comisiones y de su persona real, para su noblecimiento y autoridad, puedan tener y poner las dichas armas y blason que de susodicho y referido en el dicho escudo con el dicho campo amarillo y ponerlas en los lugares públicos e iglesias que la dicha Villa hiziere, en las puertas principales dellas y de la dicha Villa y en las demás partes donde se pudieren y devieren poner para el ornato y noblecimiento della; y abrir un sello de las dichas armas con el dicho blason con el cual puedan sellar y sellen los despacho que se obraren a su magestad y a sus vissoreyes y gobernadores y otras qualesquier que el dicho cavildo despachare, en que convenga ponerse el dicho sello por su autoridad y secreto siendo necesario doy a la dicha Villa poder y comisión en forma cual para el caso se requiere y mando que en ella no se pueda poner ni ponga impedimento alguno sopena de dos mil pesos de oro para la cámara de su magestad. Yo en su real nombre le otorgo si por bien Fecha en la ciudad de Arequipa a dos días del mes de agosto de mil e quinientos y setenta y cinco años = Va entre renglones, no, y testado e DON FRANCISCO DE TOLEDO. Por mandato de su Excelencia Alvaro Ruiz de Navamuel.
El escudo potosino viene a ser un símbolo colectivo, en una representación emblemática de la Villa Imperial de Potosí y evoca el glorioso recuerdo de su pasado. Ha resistido diferentes cambios, transformándose hasta el estado actual, resultado de un largo proceso histórico que comienza con el descubrimiento del Cerro Rico o Sumaj Orcko y con el reconocimiento oficial en junio del 2013 por el Gobierno Autónomo Municipal de Potosí, a través de la Ordenanza Municipal n.º 052/2013.

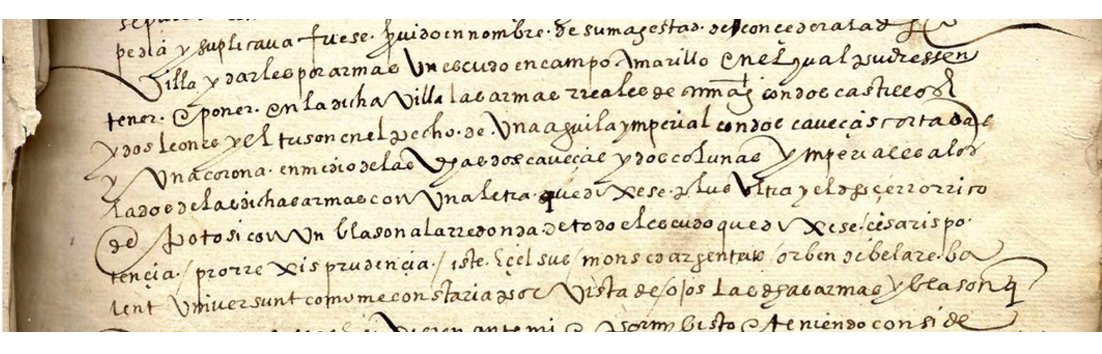
Características del Escudo de Armas de la Villa Imperial de Potosí (Detalle de la Provisión Real.1575)

Estos tres escudos son la base histórica para constituir una representación simbólica de la realidad histórica y política de la Villa Imperial de Potosí. Desde sus orígenes, la ciudad ha ostentado tres escudos: el primero por el descubrimiento del Cerro Rico y la fundación de una nueva población; el segundo, por haber sido elevado el «asiento de minas» al rango de «villa imperial», y el tercero y definitivo, por haber sido ratificado el título de Villa Imperial en mérito al crecimiento de su población producido por el desarrollo económico minero y producción de plata.
Fue Carlos V quien puso óleo y crisma a la noble e histórica ciudad y fue el virrey Toledo, quien pregonó el dictado de «Villa Imperial, Fidelísima y Noble», y afianzó el escudo emblemático que debía perpetuar su blasón.